# Latirostrum bisacutum
Latirostrum bisacutum är en fjärilsart som beskrevs av George Francis Hampson 1894. Latirostrum bisacutum ingår i släktet Latirostrum och familjen nattflyn. Inga underarter finns listade i Catalogue of Life.